# York United
Der York United Football Club (bis Ende 2020 York9 FC), kurz York United FC oder einfach nur York United, ist ein Fußballverein aus der York-Region in der Metropolregion Toronto in Ontario in Kanada. Der im Mai 2018 gegründete Klub spielt seit der Premierensaison 2019 in der Canadian Premier League.

## Geschichte
Am 5. Mai 2018 erhielt der Verein die Mitgliedschaft in der Canadian Soccer Association. Fünf Tage später wurde der York9 Football Club, kurz York9 FC, in die Canadian Premier League aufgenommen, die im Frühjahr 2019 den Spielbetrieb aufnahm. Eigentümerin ist eine Investorengruppe um Carlo Baldassarra, Preben Ganzhorn und den ehemaligen kanadischen Nationalspieler Jim Brennan. Brennan, der zuvor u. a. Co-Trainer beim Toronto FC gewesen war, wurde zudem Cheftrainer. Die Mannschaft belegte ihn ihrer ersten Spielzeit in der Spring Season den 6. Platz (von 7) und in der Fall Season den 3. Platz, was in der Gesamttabelle zum 3. Platz und damit zum Verpassen des Finals führte. 
Zur Saison 2020 wurde Paul Stalteri, der in der Bundesliga für Werder Bremen und Borussia Mönchengladbach aktiv war, als Co-Trainer verpflichtet. Die Liga bestand in diesem Jahr aus 8 Mannschaften, wobei der York9 FC den 5. Platz belegte und damit die Gruppenphase um den Einzug ins Finale verpasste.
Zur Saison 2021 benannte sich der Klub in York United Football Club, kurz York United FC oder einfach nur York United, um.

## Stadion
Bei der Gründung im Mai 2018 wurde bekannt gegeben, dass der Klub in den nächsten drei Jahren ein 12.000 bis 15.000 Zuschauer fassendes Stadion bauen wolle. Seither spielt die Mannschaft im York Lions Stadium auf dem Campus der York University in Toronto.